# Rathauswettern
El Rathauswettern és un wettern a Wilhelmsburg a l'estat d'Hamburg a Alemanya. Connecta l'Assmannkanal al Südliche Wilhelmsburger Wettern.

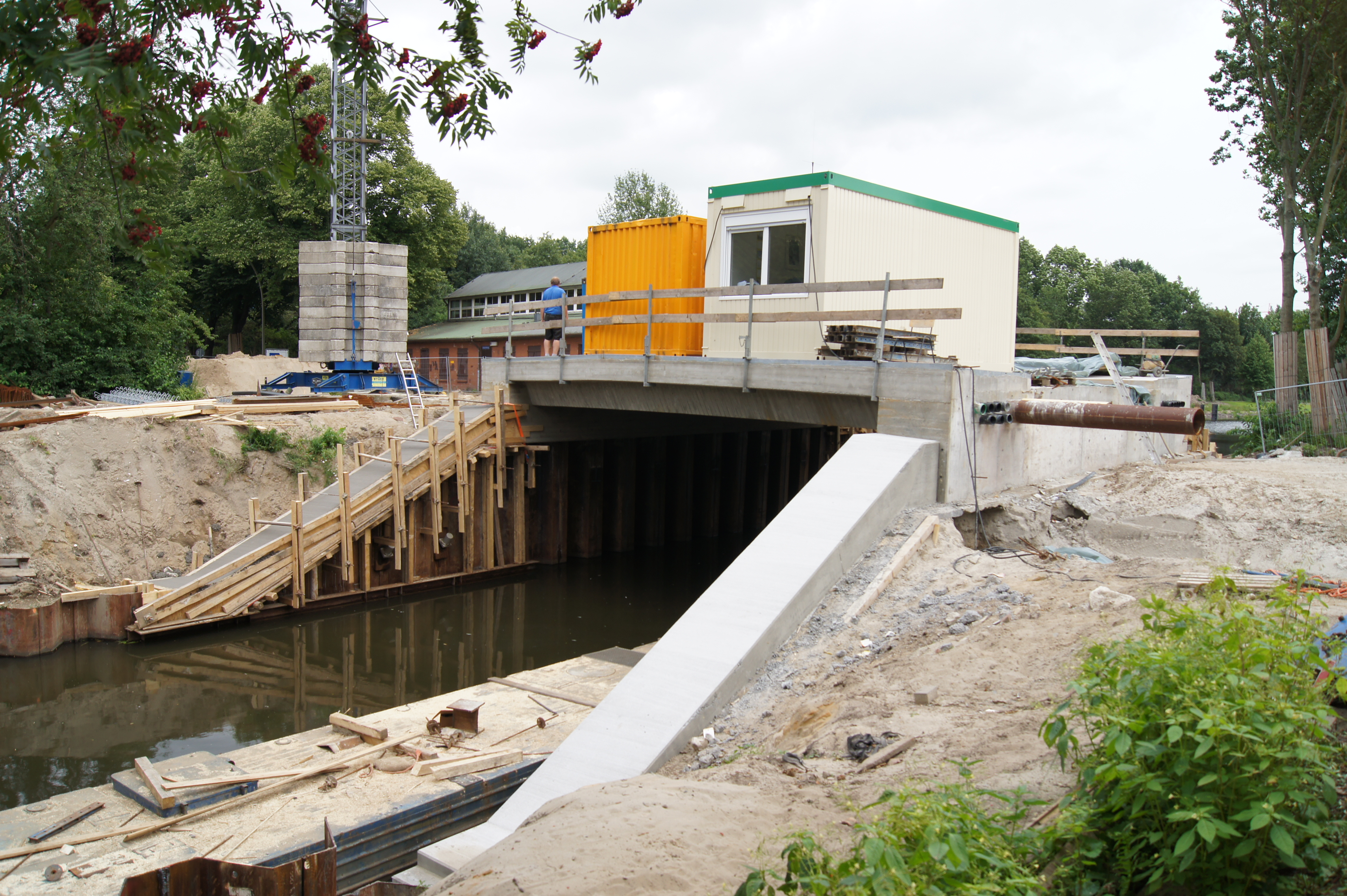
Pont en construcció entre l'Aßmannkanal i el wettern

El tram entre l'Assmannkanal i la casa de la vila de Wilhelmsburg s'està apregonant per a fer un canal navegable que acceptarà els alsterdampfer a la “via aquàtica de les dues cases de la vila”, la d'Hamburg i la de Wilhelmsburg. Més al sud del terminal de les barcasses, el canal s'integrarà a un circuit per a canoes, al marc de l'Exposició internacional de la construcció de 2013. D'allà cap a l'aiguabarreig amb el Südliche Wilhelmsburger Wettern l'aigua està força carregada d'òxids de ferro que li donen un color groc-ocre.
El rec és un romanent d'una llarga xarxa de petits braços de l'Elba que separaven un arxipèlag de petites illes fluvials. Des de l'edat mitjana l'home va començar la pòlderització de Wilhelmsburg i va aprofitar els recs naturals per fer-ne weterings.

## Afluents i efluents
- Bauwiesenwettern
- Südliche Wilhelmsburger Wettern
- Assmannkanal

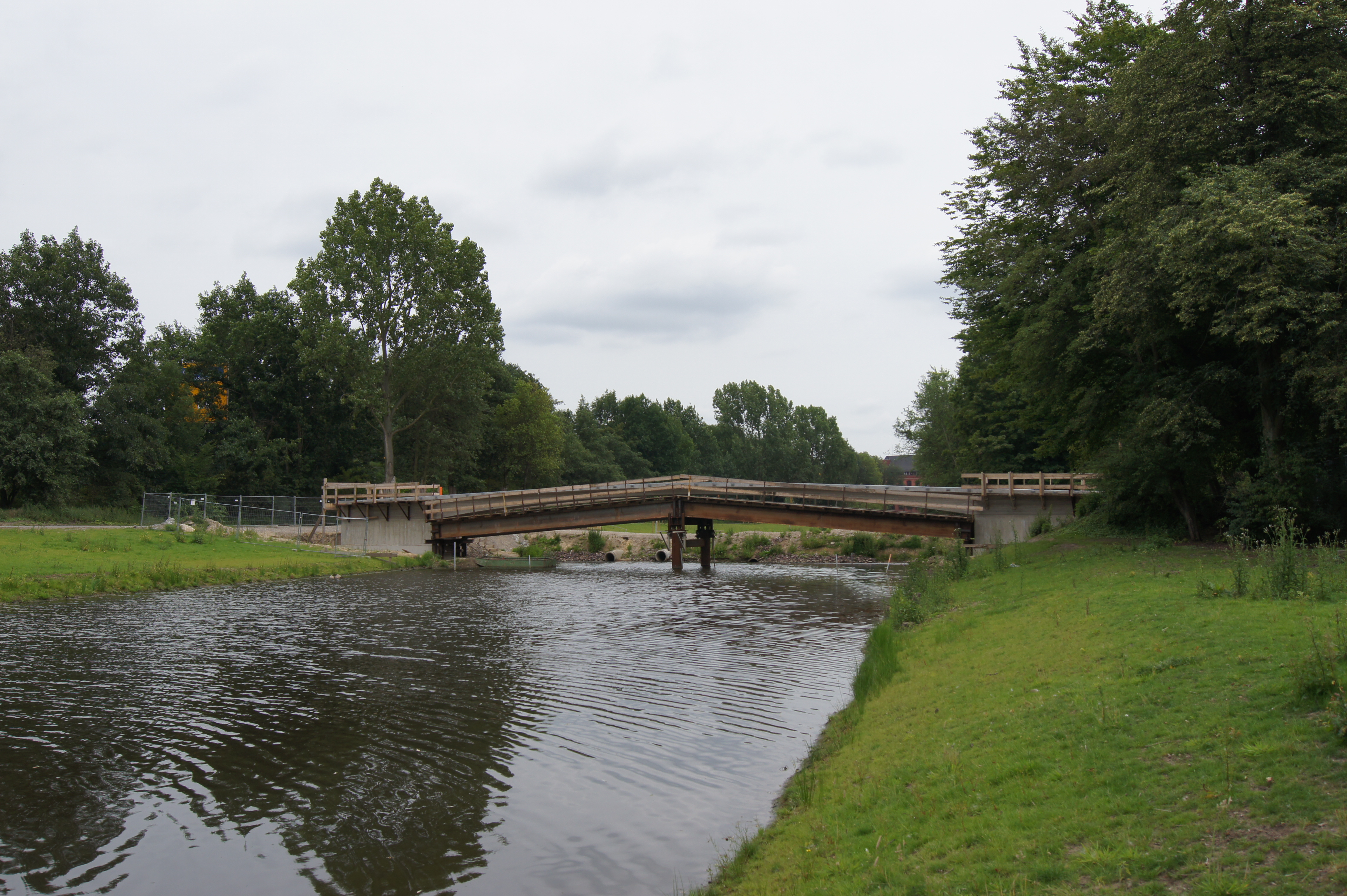
Pont per a vianants
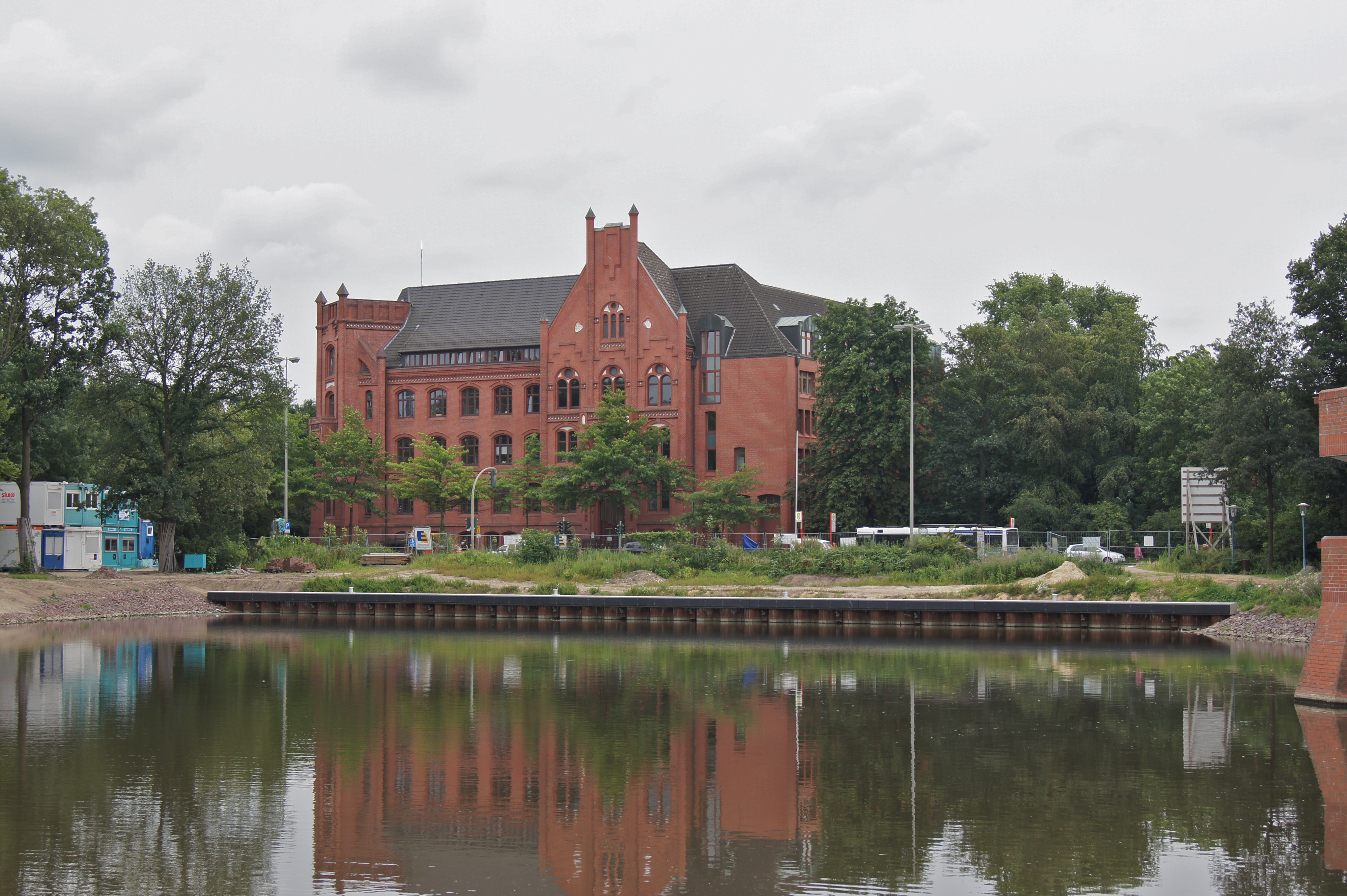
Atracador nou a la casa de la vila de Wilhelmsburg
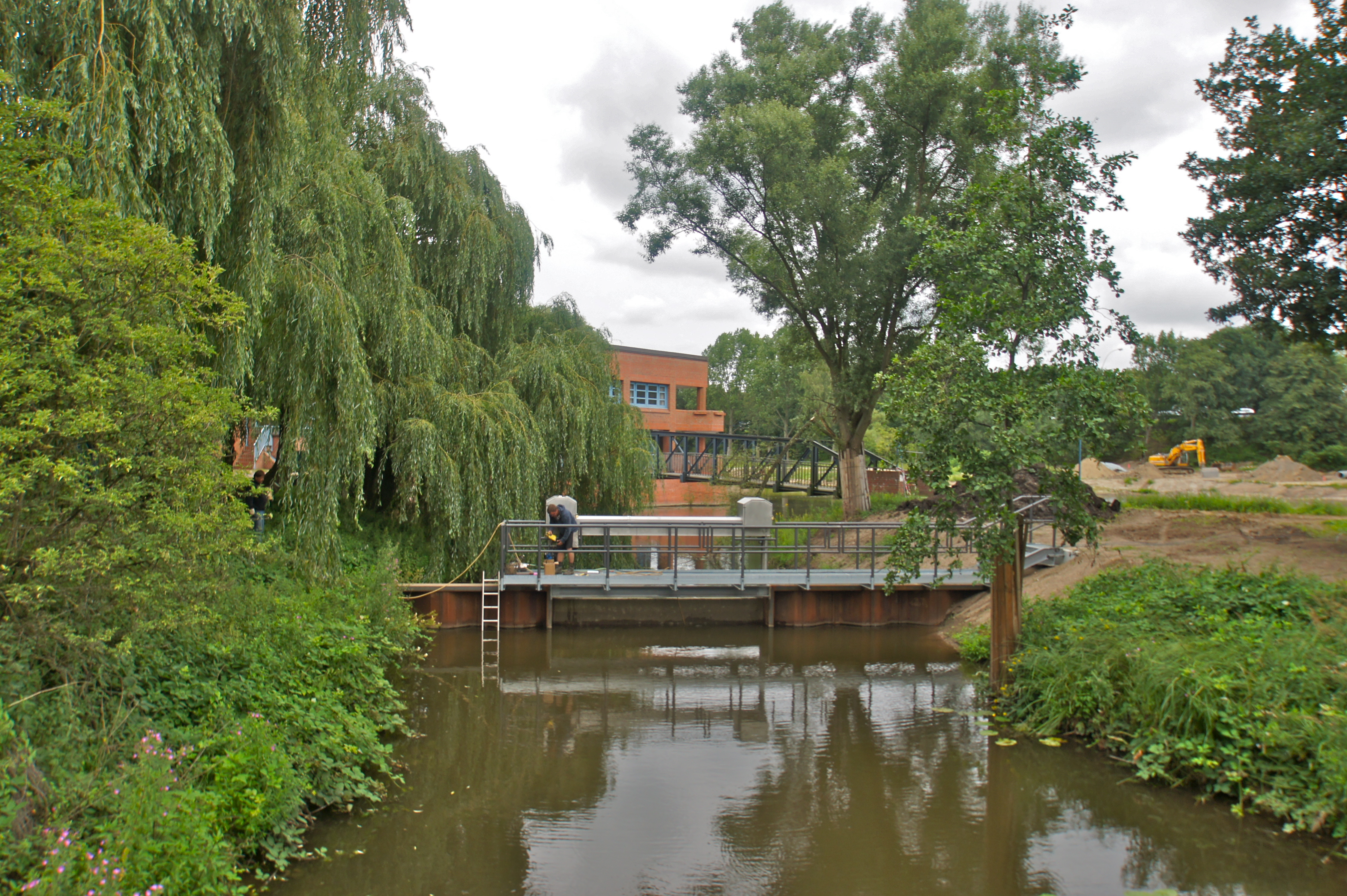
Resclosa de desguàs
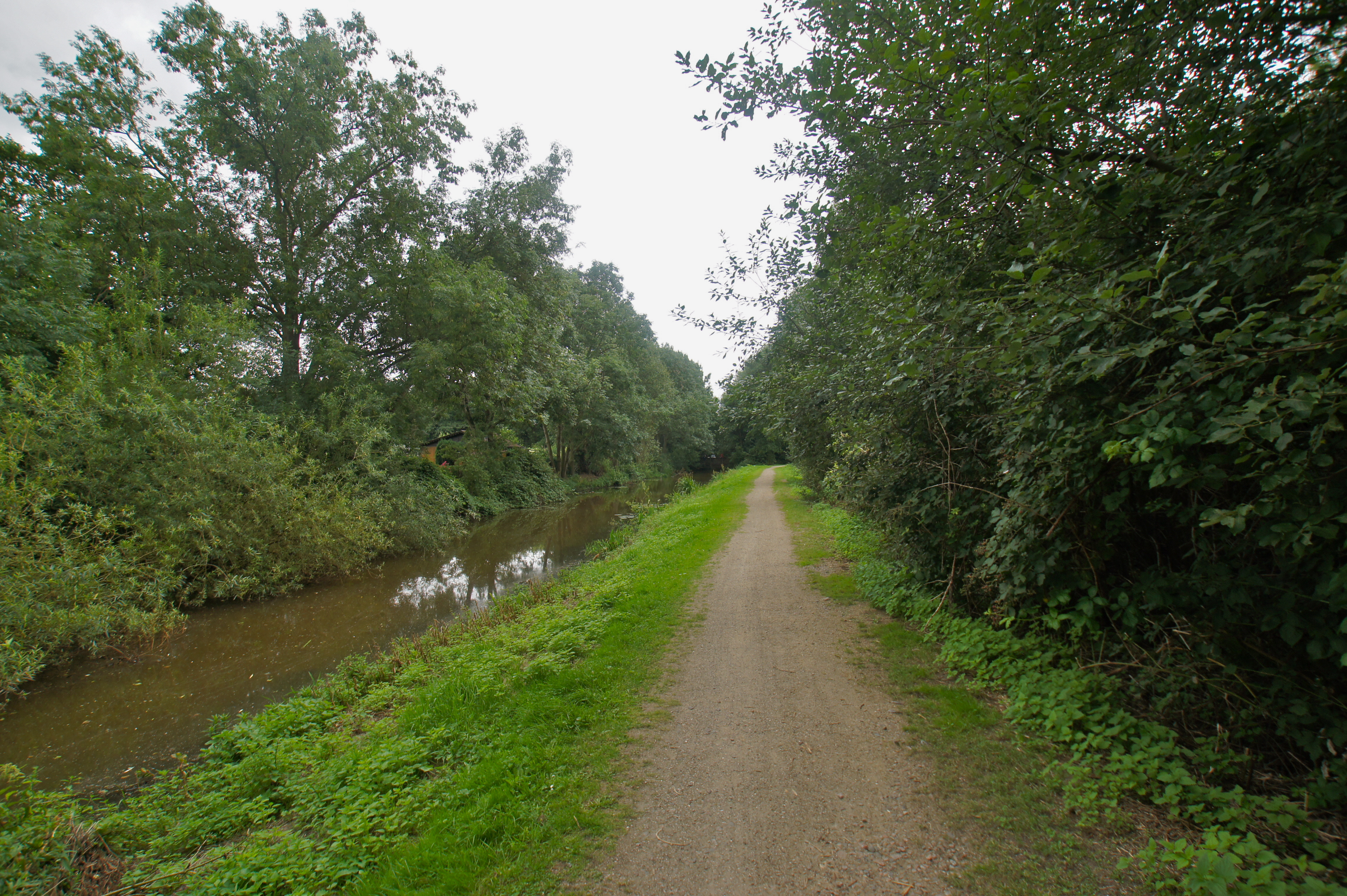
Sender al llarg del canal
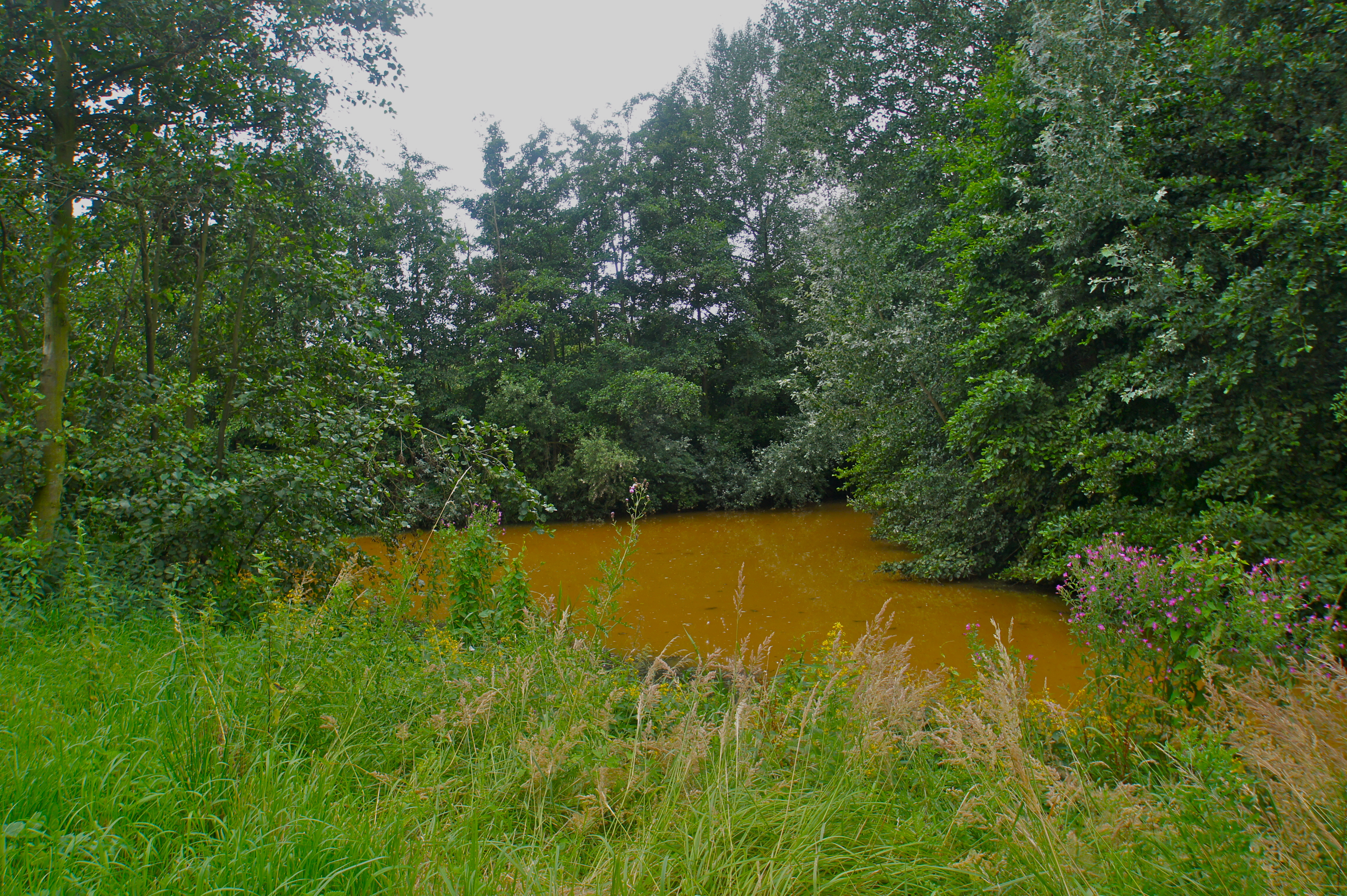
Aiguabarreig amb el Südliche Wilhelmsburger Wettern